# Xavier Samin
Xavier Samin (ur. 1 stycznia 1978) – tahitański piłkarz grający na pozycji bramkarza. Jest wychowankiem klubu AS Tefana.

## Kariera klubowa
Karierę piłkarską Samin rozpoczął w klubie AS Tefana. W 2000 roku zadebiutował w nim w pierwszej lidze Tahiti. W latach 2005, 2010 i 2011 wywalczył z Tefaną trzy tytuły mistrza Tahiti. Wraz z Tefaną zdobył też cztery Puchary Tahiti w latach 2007, 2008, 2010 i 2011.

## Kariera reprezentacyjna
W reprezentacji Tahiti Samin zadebiutował w 2002 roku. W 2012 roku wystąpił z Tahiti w Pucharze Narodów Oceanii. Tahiti ten turniej wygrało po raz pierwszy w historii. Samin początkowo był rezerwowym bramkarzem Tahiti na tym turnieju dla Mickaëla Roche'a, ale po trzecim meczu z Vanuatu (4:1) stał się pierwszym bramkarzem.